# Chaetosiphon (Plantae)
Chaetosiphon monotipski rod zelenih algi smješten u vlastitu porodicu Chaetosiphonaceae, dio reda Bryopsidales. Jedina vrsta je morska alga C. moniliformis.